# Ksi (cząstka)
Ksi (Ξ) – hiperon odkryty w 1959 roku. Dziwność = –2. Czas życia ok. {\displaystyle 10^{-10}} s. Występuje w dwóch odmianach:
- ksi zero (Ξ0) o zerowym ładunku elektrycznym i masie spoczynkowej 1314,86 ± 0,20 MeV (skład kwarki s, s, u)
- ksi minus (Ξ−), ładunek = –e, masa 1321,71 ± 0,07 MeV (skład s, s, d).

Obu tym hiperonom odpowiadają ich antycząstki zbudowane z odpowiednich antykwarków.
Znane jest kilka stanów wzbudzonych tego hiperonu, o wyższych masach.